# Streptope rose
Streptopus lanceolatus
Espèce
Classification APG III (2009)
Streptopus lanceolatus, le « streptope rose », « streptope rose de l'Ouest » ou « rognons-de-coq », est une espèce de plantes. Elle appartient à la famille des Liliaceae selon la classification classique, ou à la famille des Asparagaceae selon la classification phylogénétique (APG III).

## Synonymes
- Uvularia lanceolata Aiton
- Streptopus roseus Michx.